# Landschaftsschutzgebiet Heidenpost / Steintwisten und Niedernfeld

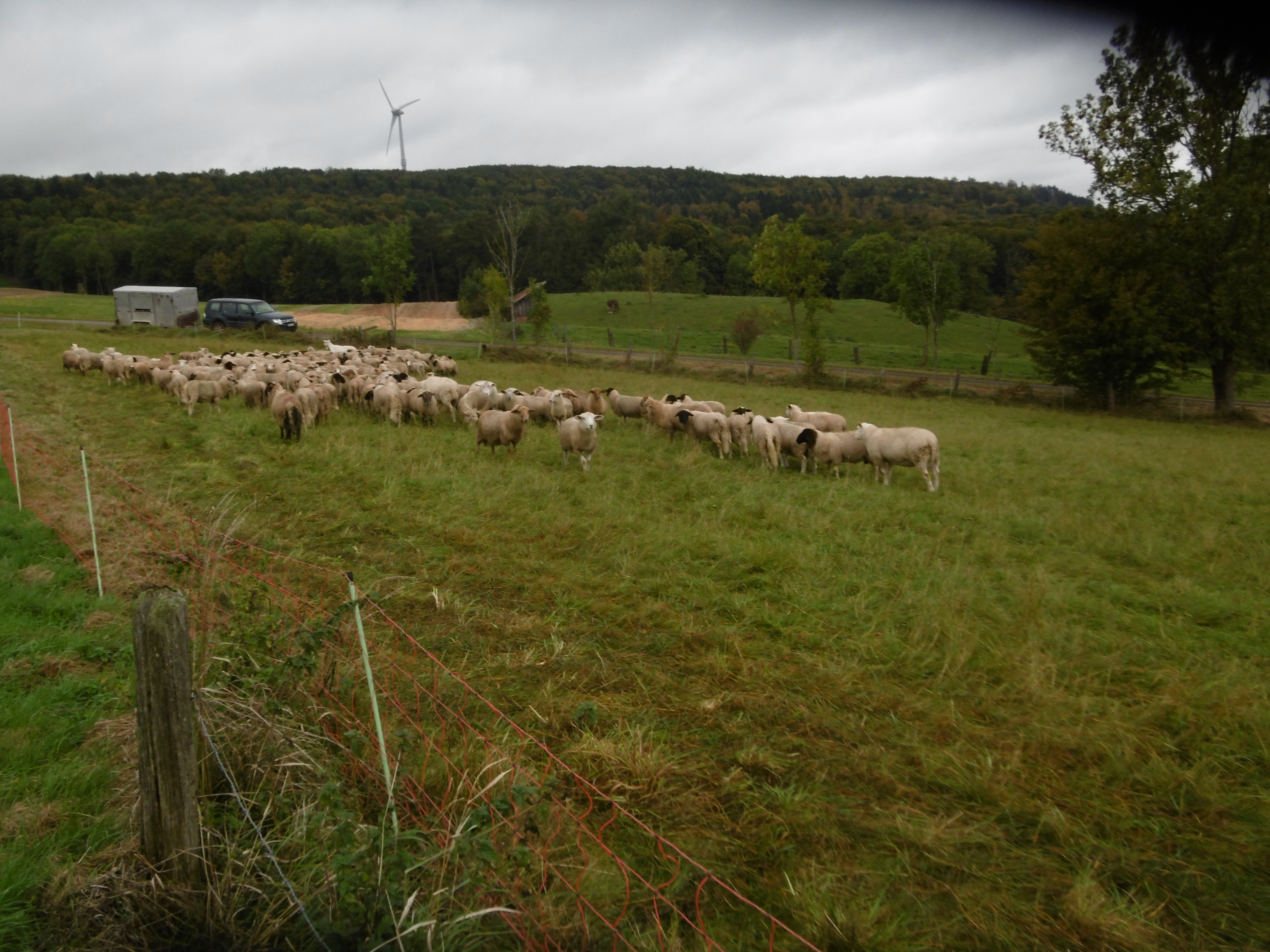
Schafherde im Bereich Steintwisten

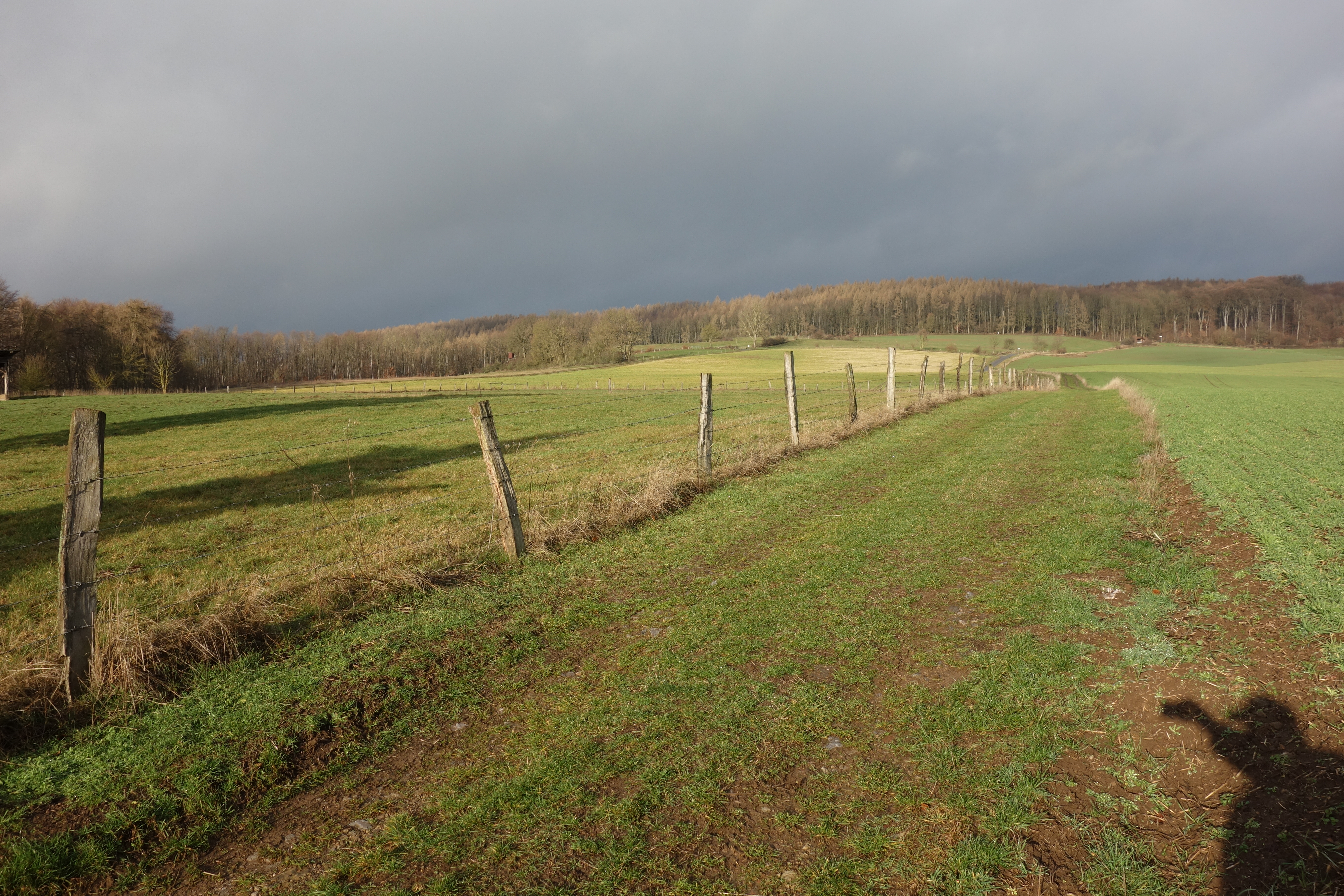
Westteil der östlichen Teilfläche vom Landschaftsschutzgebiet Heidenpost / Steintwisten und Niedernfeld

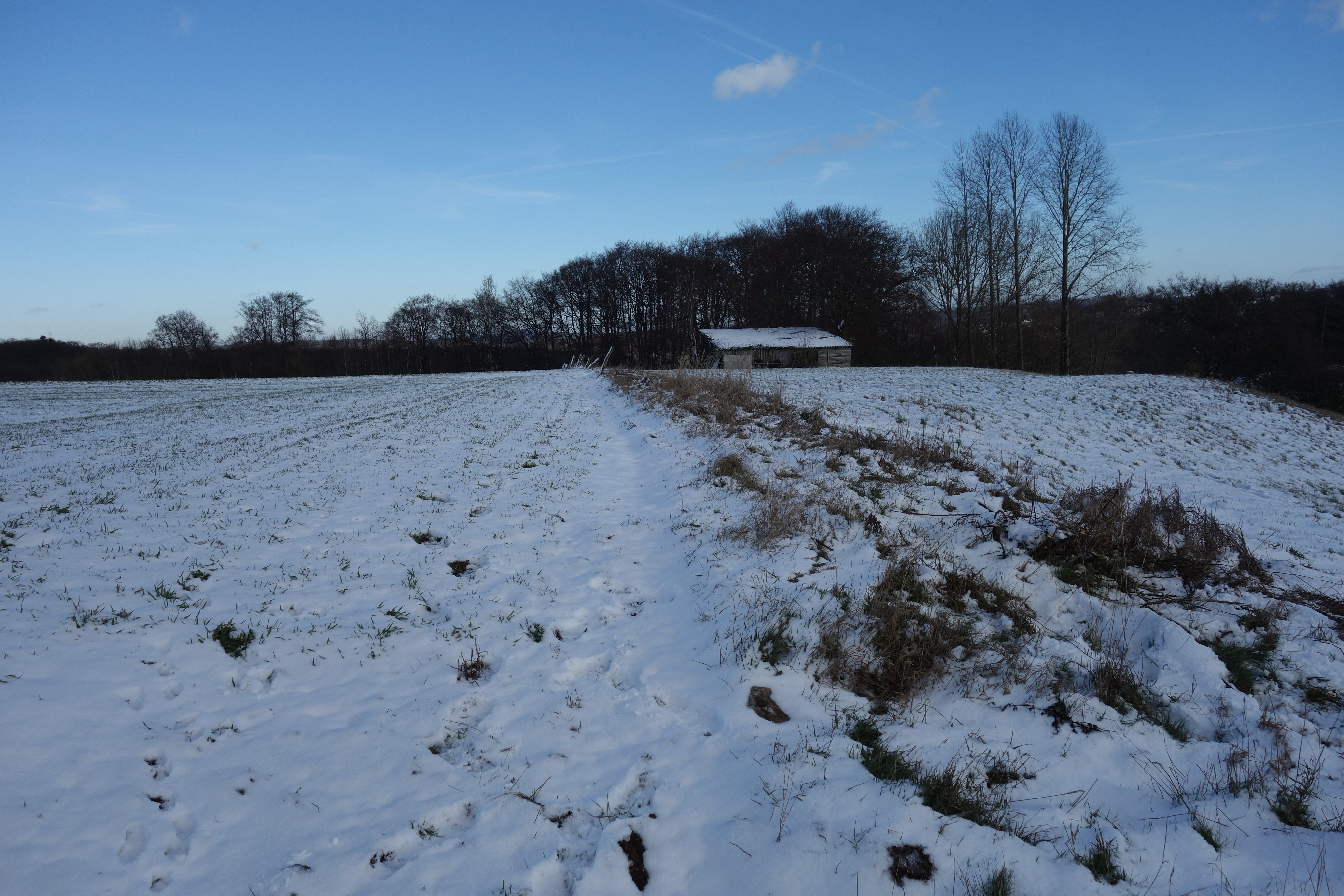
Südostecke der östlichen Teilfläche vom Landschaftsschutzgebiet Heidenpost / Steintwisten und Niedernfeld

Das Landschaftsschutzgebiet Heidenpost / Steintwisten und Niedernfeld mit 40,15 ha liegt im Stadtgebiet von Marsberg und im Hochsauerlandkreis. Das Gebiet wurde 2008 mit dem Landschaftsplan Marsberg durch den Kreistag des Hochsauerlandkreises als Landschaftsschutzgebiet (LSG) ausgewiesen. Das LSG wurde als Landschaftsplangebiet vom Typ B, Ortsrandlagen, Offenland- und Kulturlandschutz, ausgewiesen. Das LSG besteht aus zwei Teilflächen östlich von Essentho. Im LSG befinden sich landwirtschaftliche Offenlandbereiche. Das LSG grenzt an das Landschaftsschutzgebiet Randhöhen zwischen Sintfeld und Diemeltal und das Naturschutzgebiet Niedernfeld. An der Südostgrenze der östlichen Teilfläche grenzt das Geschützter Landschaftsbestandteil Feldgehölz nördlich des Mühlenberges an. Das LSG gehört seit 2023 zum Vogelschutzgebiet Diemel- und Hoppecketal mit angrenzenden Wäldern.

## Schutzzweck
Die Ausweisung erfolgte zur Sicherung der Vielfalt und Eigenart der Landschaft im Nahbereich der Ortslagen und der alten landwirtschaftlichen Vorranggebiete durch Offenhaltung. Ferner wegen der besonderen Bedeutung für die Erholung. Das LSG soll den Freiflächenschutz um das Naturschutzgebiet Niedernfeld dienen, da die LSG-Flächen wegen der Arten- und Biotopausstattung keine Ausweisung als Naturschutzgebiet rechtfertigen. Die Offenhaltung des LSG dient der Stabilisierung der Singvogelpopulationen im Offenlandbereiche östlich Essentho. Am Ostrand der östlichen Teilfläche Steintwisten liegen magere, teils flachgründige und bewegte Grünlandflächen mit einzelnen Bäumen mit höherem Wert für die Natur und das Landschaftsbild.

## Rechtliche Vorschriften
Wie in den anderen Landschaftsschutzgebieten im Stadtgebiet besteht im LSG ein Verbot Bauwerke zu errichten. Vom Verbot ausgenommen sind Bauvorhaben für Gartenbaubetriebe, Land- und Forstwirtschaft. Die Untere Naturschutzbehörde kann Ausnahme-Genehmigungen für Bauten aller Art erteilen. Wie in den anderen Landschaftsschutzgebieten vom Typ B in Meschede besteht im LSG ein Verbot der Erstaufforstung und Weihnachtsbaum-, Schmuckreisig- und Baumschul-Kulturen anzulegen. Es besteht das Gebot das LSG durch landwirtschaftliche Nutzung oder geeignete Pflegemaßnahmen von Bewaldung frei zu halten.

## Spezielle Naturschutzmaßnahmen
2019 pachtete der Verein für Natur- und Vogelschutz im Hochsauerlandkreis (VNV) eine Grünlandfläche mit 1,6 ha Flächengröße im Bereich Steintwisten im Südosten des LSG, die teilweise zum LSG und teils zum Geschützter Landschaftsbestandteil Feldgehölz nördlich des Mühlenberges gehört. Der Landschaftspflegetrupp der Biologische Station Hochsauerlandkreis arbeitete auf dieser Flächen 2019, 2021 und 2024 um eine Zauntrassen freizustellen. Die alten Zäune waren teils total in Gebüschen verschwunden. Um halbwegs vernünftig arbeiten zu können, musste zuerst der Stacheldraht der alten Zäune entfernt werden. Auf den Flächen fand dann eine extensive Grünlandnutzung statt. Erst 2024 erfolgte der Bau eines wolfsabweisenden Zauns auf der Pachtfläche des VNV. Die Zauntrasse stellte vorher der Landschaftspflegetrupp der Biologischen Station Hochsauerlandkreis frei.